# Karl V của Thánh chế La Mã
Karl V (tiếng Tây Ban Nha: Carlos; tiếng Đức: Karl; tiếng Hà Lan: Karel; tiếng Ý: Carlo)[a] (24 tháng 2 năm 1500 – 21 tháng 9 năm 1558) là người đã cai trị cả Đế quốc Tây Ban Nha từ năm 1516 và Đế quốc La Mã Thần thánh từ năm 1519, cũng như các vùng đất từng thuộc về Công quốc Bourgogne xưa kia kể từ năm 1506. Ông đã tự nguyện rút lui khỏi những chức vị nay sau một loạt các cuộc thoái vị từ năm 1554 đến 1556. Những lãnh thổ mà ông kế thừa bao gồm các lãnh thổ Tây, Trung và Nam Âu và các thuộc địa Tây Ban Nha ở châu Mỹ và châu Á. Kết quả là lãnh thổ của ông trải rộng trên bốn triệu kilômét vuông và là đế quốc đầu tiên được coi "đế quốc mà mặt trời không bao giờ lặn".
Karl là người kế thừa 3 triều đại hàng đầu châu Âu: gia tộc Valois-Bourgogne (ở Bourgogne và Hà Lan), Habsburg của Thánh chế La Mã và Trastámara (Tây Ban Nha). Ông kế thừa vùng Hà Lan thuộc Bourgogne và Franche-Comté với tư cách là người thừa kế dòng họ Valois-Burgundy. Áo và các vùng đất khác ở Trung Âu từ triều đại Habsburg của chính ông. Ông cũng được bầu chọn làm người thừa kế của ông nội Maximilian I là Hoàng đế La Mã Thần thánh, một danh hiệu được cách thành viên dòng họ Habsburg nắm giữ từ năm 1440. Từ gia tộc Trastámara Tây Ban Nha, ông kế thừa vương miện Castilla, vốn đang trong quá trình phát triển một đế quốc ở châu Mỹ và châu Á, và Aragón, bao gồm cả một cả một Đế chế ở Địa Trung Hải kéo dài đến miền Nam nước Ý. Karl là vị vua đầu tiên thống nhất hai vương miện Castilla và Aragón và kết quả là ông đôi khi được gọi là vị vua đầu tiên của Tây Ban Nha. Liên minh cá nhân, dưới sự cai trị của Karl, bao gồm Đế quốc La Mã Thần thánh và Đế quốc Tây Ban Nha đã sắp trở thành một chế độ quân chủ toàn cầu kể từ thời Louis Mộ Đạo.
Lo ngại rằng việc kế thừa của ông sẽ biến một đế quốc toàn cầu có thể trở thành hiện thực và ông đang cố trở thành bá chủ châu Âu, Karl trở thành kẻ thù của nhiều người. Triều đại của ông bị chi phối bởi chiến tranh và đặc biệt là do ba cuộc xung đột lớn diễn ra cùng lúc: chiến tranh Habsburg-Valois với Pháp, chiến tranh để chặn bước tiến của Ottoman và phong trào Kháng cách dẫn đến những cuộc xung đột với các Vương hầu người Đức. Những cuộc chiến với Pháp, diễn ra chủ yếu tại Ý, dẫn đến sự phục hồi lãnh thổ bị mất vào đầu triều đại của ông và bao gồm chiến thắng quyết định và bắt sống François I của Pháp tại trận Pavia năm 1525. Nước Pháp đã phục hồi và chiến tranh còn tiếp diễn trong suốt khoảng thời gian còn lại của triều đại Karl. Bằng một cái giá cực đắt, cuộc chiến đã dẫn tới sự phát triển của đội quân tiên phong hiện đại đầu tiên ở châu Âu, Tercio.
Cuộc chiến với đế quốc Ottoman diễn ra tại Hungari và Địa Trung Hải. Sau khi chiếm được phần lớn phía đông và miền trung Hungari vào năm 1526, bước tiến của người Thổ đã bị dừng lại tại cuộc vây hãm thành Viên năm 1529. Một cuộc chiến tranh tàn khốc, tiếp tục bởi Ferdinand (người đã được bầu làm vua Hungary) trong suốt phần còn lại của triều đại của Karl. Tại Địa Trung Hải, dù đã dành một số thành công, Karl vẫn không thể ngăn chặn sự thống trị của hải quân Ottoman ngày càng mạnh và những hoạt động cướp biển của cướp biển Berber. Karl là một người chống lại Phong trào Kháng cách và ở Đức, ông đối lập với những Vương hầu người Đức của Liên minh Schmalkaldic, những người chống lại ông vì động cơ tôn giáo cũng như động cơ quyền lực. Ông đã không thể ngăn cản sự lan rộng của đạo Tin Lành dù ông giành chiến thắng quyết định trước các Vương hầu Tin lành tại trận Mühlberg. Năm 1547, cuối cùng ông buộc phải chấp nhận Hoà ước Augsburg năm 1555, chia rẽ nước Đức ra nhiều giáo phái khác nhau.
Mặc dù trong triều đại của mình, Karl V không mấy khi phải đối đầu với quân nổi dậy, ông đã nhanh chóng dập tắt ba cuộc khởi nghĩa tại xứ Castilla trọng yếu, xứ Frisia và về sau tại thành phố Gent. Sau khi 3 cuộc nổi dậy bị dập tắt, các vùng đất ở Castilla và Bourgogne sẽ vẫn trung thành với ông.
Sự thống trị của Karl ở Tây Ban Nha chính là nguồn gốc cho quyền lực và sự thịnh vượng của ông và nó trở nên ngày càng quan trọng hơn trong triều đại của ông. Tại Châu Mỹ, Karl đã phê chuẩn những cuộc chinh phục đế quốc Aztec và Inca của các Conquistador người Castilla. Tầm kiểm soát của người Castilla đã được mở rộng trên khắp miền Trung và Nam Mỹ. Sự bành trướng lãnh thổ rộng lớn và dòng chảy của bạc từ Nam Mỹ đến Castilla đã gây nên ảnh hưởng lâu dài sâu sắc đến Tây Ban Nha.
Karl chỉ mới 56 tuổi khi ông thoái vị, nhưng sau 40 năm cai trị tràn đầy nhiệt huyết, ông đã kiệt sức về thể chất và tìm kiếm sự thanh tịnh trong một tu viện, nơi ông qua đời ở tuổi 58. Sau khi Karl thoái ẩn, Đế quốc La Mã Thần thánh được thừa hưởng bởi người em trai Ferdinand, người đã được ông trao cho các vùng đất ở Áo vào năm 1521. Đế quốc Tây Ban Nha, bao gồm các lãnh thổ ở Hà Lan và Ý, được kế thừa bởi con trai của Karl là Felipe II. Hai đế chế này sẽ vẫn là đồng minh cho đến thế kỷ 18 (khi nhánh Tây Ban Nha của dòng họ Habsburg bị tuyệt tự).

## Thời niên thiếu
Karl của Áo sinh vào ngày 24 tháng 2 năm 1500 tại Prinsenhof, một dinh thự tại thành phố thương mại Gent phồn thịnh ở xứ Vlaanderen. Ông là con thứ hai, là con trai trưởng của Philip I của Castilla và Juana I của Castilla. Nhằm tưởng niệm ông ngoại quá cố Charles le Téméraire, Công tước Bourgogne, nên đứa trẻ sơ sinh đã được rửa tội dưới tên Karl tại nhà thờ thánh Bavôniô ở Gent bởi giám mục xứ Tournai vào ngày 7 tháng 3 năm 1500 và nhận được tước hiệu "Bá tước xứ Luxemburg". Karl là cháu nội của vua La Mã-Đức (kể từ năm 1508 là Hoàng đế La Mã Thần thánh) Maximilian I của gia tộc Habsburg và Marie I xứ Bourgogne và là cháu ngoại của cặp đôi Fernando II của Aragón và Isabel I của Castilla ("Quân chủ Công giáo"). Ông có người chị tên là Leonor, và bốn người em là Isabel, Fernando, María và Catalina của Castilla.
Nhằm công nhận quyền thừa kế vương miện Aragón và Castilla, cha mẹ của Karl đã sang Tây Ban Nha vào năm 1502. Felipe đã quay về Hà Lan vào năm 1503 để cai quản triều chính từ nơi đó. Trong thời gian này, Juana đã bắt đầu xuất hiện triệu chứng của bệnh tâm thần, muộn nhất là khi chồng của bà chết vào năm 1506, bà đã thực sự "mất liên hệ với thực tại" và được người đời gọi là "Juana Điên" (Juana La Loca). Nhiều khả năng là bà đã mắc bệnh tâm thần phân liệt nên đã được an trí tại một tu viện ở gần Tordesillas vào năm 1506 và sẽ sống tại đó cho đến khi mất ở tuổi 75. Tới tận năm 1517, khi Karl đến Tây Ban Nha nhân dịp đăng quang, ông mới được gặp lại mẹ.
Bởi vậy, kể từ năm 1506, Karl, không mẹ không cha, đã lớn lên cùng hai chị em gái Leonor và Isabel ở nhà của cô Margarete của Áo tại Bruxelles và Mechelen. Những người anh chị em khác đều sống cùng ông bà tại Tây Ban Nha. Margarete, một người có đầu óc chính trị, nhậm chức Thống đốc 17 tỉnh Hà Lan và được bổ nhiệm làm người giám hộ của cháu trai. Bà đã chăm sóc những đứa trẻ bằng lòng thương yêu và được chúng tin tưởng. Bà đã tạo điều kiện để Karl có thể luyện tập, chuẩn bị cho công việc của Quân vương sau này khi lớn lên. Ngoài Margarete ra thì Adriaan của Utrecht, người sau này sẽ trở thành Giáo hoàng Ađrianô VI, cũng đóng một vai trò quan trọng trong thời niên thiếu của Karl. Chính ông là người đã đặt nền tảng cho lòng mộ đạo mà đã đi cùng người học trò suốt cuộc đời (Devotio moderna). Hoàng đế Maximilian đã giao cháu mình quý tộc Guillaume II. de Croÿ truyền tải học vấn cho cháu mình và dạy cho nó cách làm người, cách cư xử, cách sống trong cung. Qua đó, Karl, người vốn có tiếng mẹ đẻ là tiếng Pháp, đã được nuôi lớn theo văn hóa Bourgogne. Ngoài tiếng mẹ đẻ của mình, Karl chỉ nói được một ít tiếng Latinh, tiếng Đức và tiếng Vlaanderen. Mặc dù cơ thể yếu ớt và mảnh dẻ, nhưng bằng sự cầu tiến và sự kỷ luật, Karl đã tập luyện, học được những bản năng quân sự quan trọng nhất, và có thể chứng minh được sự khéo léo, thể lực của bản thân trong những chuyến đi săn hay trong những cuộc đấu thương bằng ngựa. Ngay từ khi còn trẻ và đã đảm nhận trọng trách lớn, xung quanh Karl đã tỏa ra sự cô đơn, bởi vì thế mà trong suốt cuộc đời, ông là một người không dễ gần.

## Những năm đầu

### Người thừa kế của Bourgogne và Tây Ban Nha

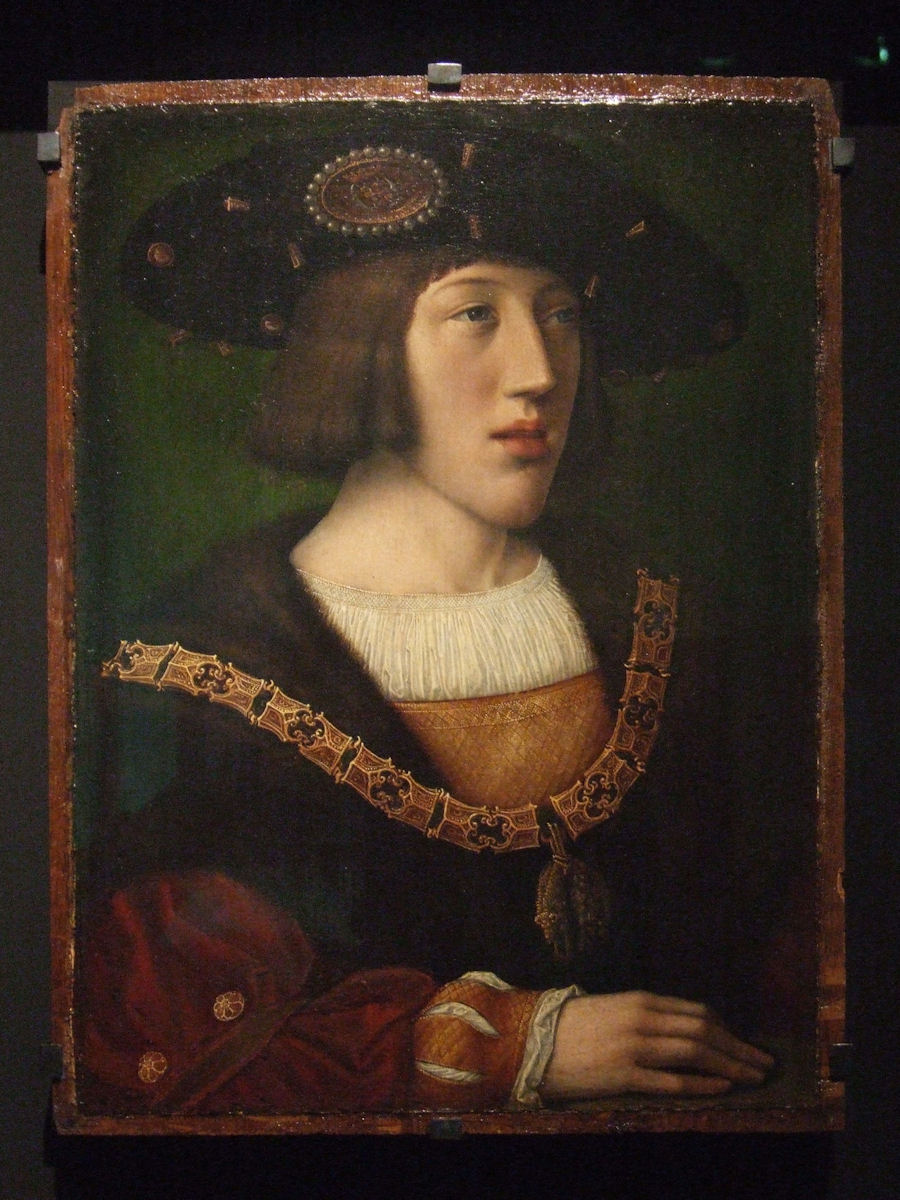
Karl của Bourgogne lúc 16 tuổi

Do cái chết của người anh là Juan của Aragón và Castilla và chị gái Isabel của Tây Ban Nha, cũng như của con trai Isabel là Miguel nên mẹ của Karl có thể hy vọng vào vương miện Aragón và Castilla. Vào năm 1502, Juana I của Castilla và chồng Felipe el Hermoso đã chính thức được Cortes (nghị viện) ở Toledo và Salamanca công nhận là người thừa kế. Ngay từ năm 1504, sau cái chết của mẹ là nữ vương Isabel I, Juana đã trở thành người thừa kế của vương miện Castilla dưới sự chấp chính của cha là vua Ferrando II của Aragón.
Sau cái chết của cha Felipe el Hermoso vào ngày 25 tháng 9 năm 1506, cậu bé Karl mới 6 tuổi đã phải tiếp quản miền bắc của công quốc Bourgogne năm xưa. Do áp lực từ giới quý tộc Bourgogne, nên vào ngày 15 tháng 1 năm 1515, Karl đã được tuyên bố là đã trưởng thành và qua đó có thể tự thân chấp chính khi mới 15 tuổi. Triều đình mà Karl thừa kế theo nghi thức Bourgogne ở Bruxelles vẫn còn sống theo truyền thống văn hoá thời Trung cổ, trong khi các quốc gia khác đã bắt đầu hình thành nên nghi thức mới. Lễ hội tỏ sự thần phục đã đi kèm với các hội thao, săn bắn và những bựa tiệc lớn. Vào năm tiếp đó, vua Fernando qua đời. Mặc dù theo di chúc mà vị vua quá cố để lại, người em Fernando vốn lớn lên tại Tây Ban Nha của Karl, đã được đề xuất làm người kế vị, nhưng Karl lại thừa hưởng vương miện Aragón mà ông ngoại để lại dựa theo luật Castilla cổ. Do mẹ ông với tư cách là người thừa kế của Castilla vì mắc bệnh tâm thần mà không thể tự mình tiếp quản triều chính nên quyền nhiếp chính đã rơi vào tay Karl. Ông cai trị vương quốc Castilla với tư cách là nhiếp chính cho đến khi mẹ ông qua đời năm 1555. Trong khoảng thời gian nay, ông cũng được phong làm vua trên danh nghĩa của Castilla. Ở Tây Ban Nha, tuyên bố về sự thừa kế của gia tộc Habsburg tuy đã được thừa nhận, nhưng Karl bị buộc phải đích thân xuất hiện để xác nhận điều đó. Do kế hoạch hành trình bị trì hoãn, nên vào năm 1516, Karl đã ký hiệp ước Noyon với vua Pháp là François I. Hiệp ước này bảo đảm vị thế của Karl cả trong nội bộ lẫn bên ngoài tại công quốc Bourgogne và cho phép ông có thể nắm quyền tại Tây Ban Nha. Nước cờ này được xem là đúng theo ý của một bộ phận quý tộc Bourgogne thân Pháp, trong số đó có một vài cố vấn của Karl.
Năm 1517, Karl sang Tây Ban Nha để được Cortes (nghị viện) công nhận quyền lực của mình tại Aragón vá Castilla. Tại đây, ông lần đầu tiên trong đời gặp đứa em trai là Fernando, vốn được nuôi lớn tại triều đình của ông ngoại. Karl đã có thể giành được chiến thắng trước em trai. Sau đó, ông đã chuyển em trai mình đến Hà Lan, để em mình lớn lên tại đó. Do Karl sử dụng các thân cận người Bourgogne của mình vào các chức vụ quản lý cao trong triều và ban đầu không nói được nửa chữ tiếng Tây Ban Nha, đã làm phật lòng các giai cấp người Tây Ban Nha. Phải sau vài lần nhượng bộ, ví dụ như không mang tiền ra nước ngoài, chỉ bổ nhiệm người bản địa, học tiếng Tây Ban Nha và phải nhanh chóng kết hôn, các giai cấp Castilla và Vương miện Aragón mới tỏ ra thần phục ông. Do Karl là người đầu tiên thống nhất vương miên hai xứ Castilla và Aragón dưới một liên minh cá nhân nên ông được xem là vị vua đầu tiên của Tây Ban Nha. Qua đó, những vùng đất nằm dưới quyền kiểm soát của ông ngoài hai xứ Tây Ban Nha ra còn có Navarra, Napoli, Sicilia, Sardegna, các thuộc địa Tây Ban Nha ở châu Mỹ và trên lý thuyết cũng bao gồm khu vực Thái Bình Dương phía đông quần đảo Maluku (xem bài Hiệp ước Zaragoza).

### Bầu làm vua ở Đức
Hoàng đế Maximilian mất vào tháng 1 năm 1519, để lại cho cháu mình không chỉ có Công quốc Burgund mà còn các vùng đất kế thừa của dòng họ Habsburg (khu vực cốt lõi của Áo ngày nay) cùng với các vùng đất phụ thuộc của Burgund và quyền thừa kế đầy tranh cãi của danh hiệu Hoàng đế La Mã-Đức. Trước khi qua đời, Maximilian đã không kịp giải quyết sự kế vị ngai vị Hoàng đế theo hướng thuận lợi cho nhà Habsburg. Không chỉ có Karl, vua François I của Pháp và Henry VIII của Anh cũng tự ứng cử để trở thành người kế vị danh hiệu Hoàng đế La Mã-Đức. Trước khi cuộc bầu cử kết thúc, viện nguyêng cử viên. Tuy nhiên, sự ứng cử của Karl không phải không gây tranh cãi. Phe phái tại Tây Ban Nha lo sợ rằng sự ứng cử của Karl lão còn đưa Tuyển hầu tước Friedrich III của Sachsen vào cuộc đua. Ngoài ra, em trai Ferdinand của Karl đôi lúc vẫn được trù tính làm ứn có thể đưa bán đảo Iberia vào tầm ảnh hưởng của Đế quốc. Sự ứng tuyển của Karl còn được quảng cáo bởi Mercurino Arborio di Gattinara, vị Đại Tổng lý tại nhiệm từ năm 1518. Ông này còn quảng cáo rằng Karl là một ứng viên "Đức". Điều này không dễ dàng chút nào vì Karl không biết nói tiếng Đức.
Cuộc đối đầu giữa Karl và François I mang một cường độ vượt quá tất cả các cuộc bầu cử trước đó và sau này. Cả hai ứng cử viên đại diện cho ý tưởng của một "chế độ quân chủ vạn năng", sẽ vượt qua mọi phân cách quốc gia dân tộc ở châu Âu. Một nhà cai trị có ưu thế sẽ phải bảo vệ hoà bình trong nội bộ châu Âu và bảo vệ phương Tây khỏi tham vọng bành trướng của người Hồi giáo Ottoman ("Türkengefahr"). Chẳng hạn như Erasmus, nhà nhân bản học người Rotterdam, đã chỉ trích về ý tưởng này. Tuy vậy, ý tưởng về một nhà nước châu Âu thống nhất lại có hiệu quả khá cao. Những điều ủng hộ Karl chính truyền thống của các hoàng đế Habsburg và Karl chính là người thừa kế tự nhiên của họ và cũng như bởi tầm quan trọng của dòng họ Habsburg trong đế quốc. Mặt khác, quyền lực bên ngoài nước Đức của ông mạnh hơn nhiều so với những người tiền nhiệm và trọng điểm quyền lực của ông nằm ngoài Đế quốc. Do vậy, các thân vương trong Đế quốc lo ngại rằng ưu thế của vị quân chủ sẽ vượt trội những tầng lớp trong Đế quốc, trong khi đo, vua Pháp lại không bị coi là một mối đe dọa. Trong thời gian chờ đợi vua Pháp đã giành được phiếu của Tuyển hầu tước kiêm Tổng giám mục Trier và của Tuyển hầu tước Pfalz. và hứa hẹn sẽ trả thêm 30 vạn florin cho những người khác. Hội đồng Tuyển hầu tước bao gồm ba vị thuộc giới tăng lữ (tổng giám mục Mainz, Köln và Trier) và bốn vị thân vương thế tục (Vua Böhmen, Công tước Sachsen, Bá tước Brandenburg và Bá tước Pfalz).

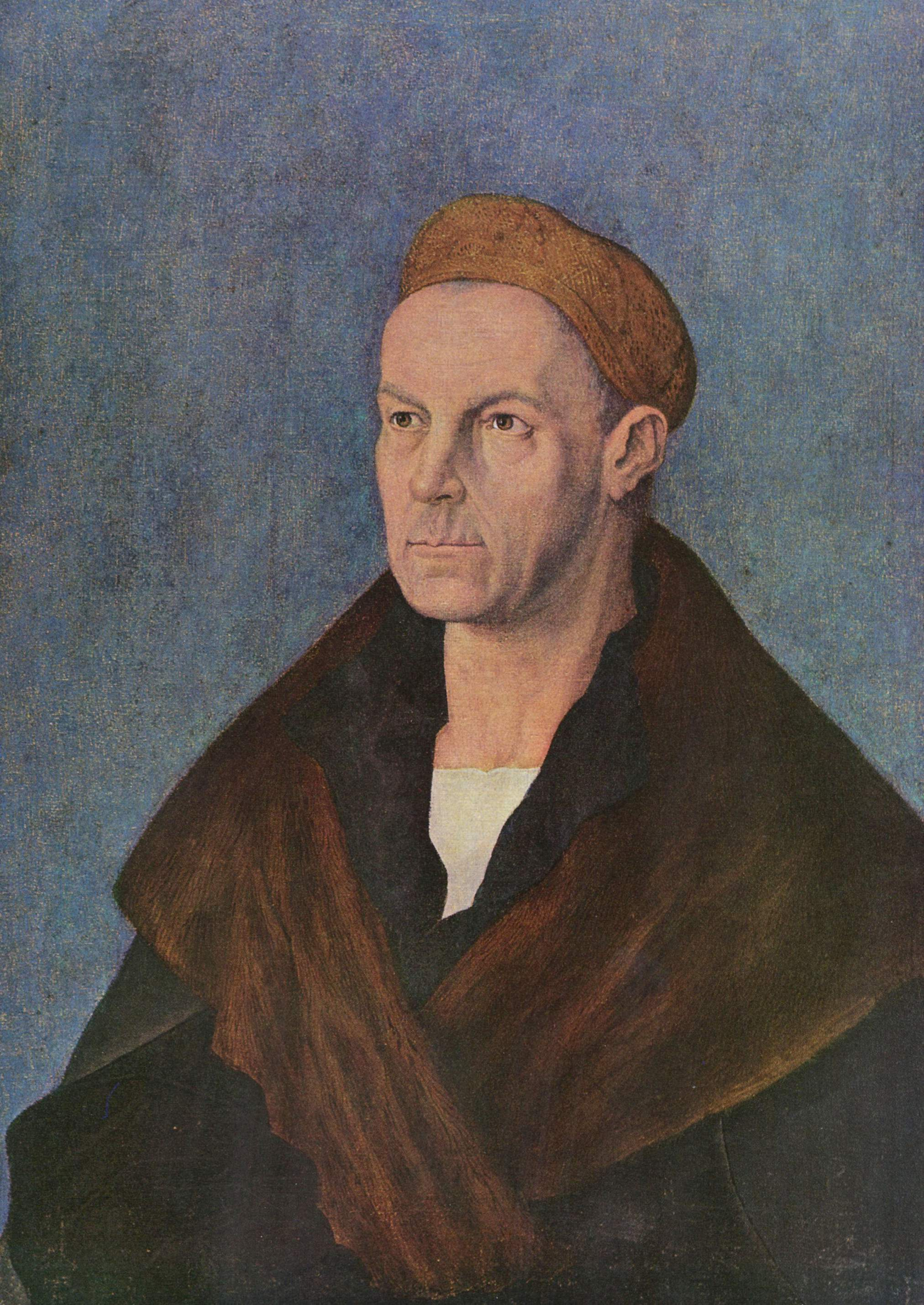
Nếu như Karl von Habsburg không được Jakob Fugger ra tay tương cứu, có lẽ vua Pháp mới sẽ là người trở thành Hoàng đế La Mã Thần thánh

Trong tình thế khó khăn này, đại gia xứ Augsburg, thương nhân Jakob Fugger, người giàu nhất thế giới lúc bấy giờ, đã quyết định ra mặt ủng hộ Karl. Karl đã chuyển số tiền khổng lồ 851.918 (khoảng 95.000 aoxơ vàng = 115 triệu USD) tới tay 7 vị Tuyển hầu tước và kết quả là Karl được hội đồng Tuyển hầu tước thống nhất bầu chọn vắng mặt lên ngai vị vua La Mã-Đức vào ngày 28 tháng 6 năm 1519. Trong tổng số tiền, số tiền 543.585 florin mà Jakob Fugger bỏ ra chiếm đến gần 2 phần 3. Một phần ba còn lại là của dòng họ Welser (143.000 florin) và của ba chủ ngân hàng người Ý (florin). Số tiền "chạy chức" này thường được hiểu như là tiền hối lộ.

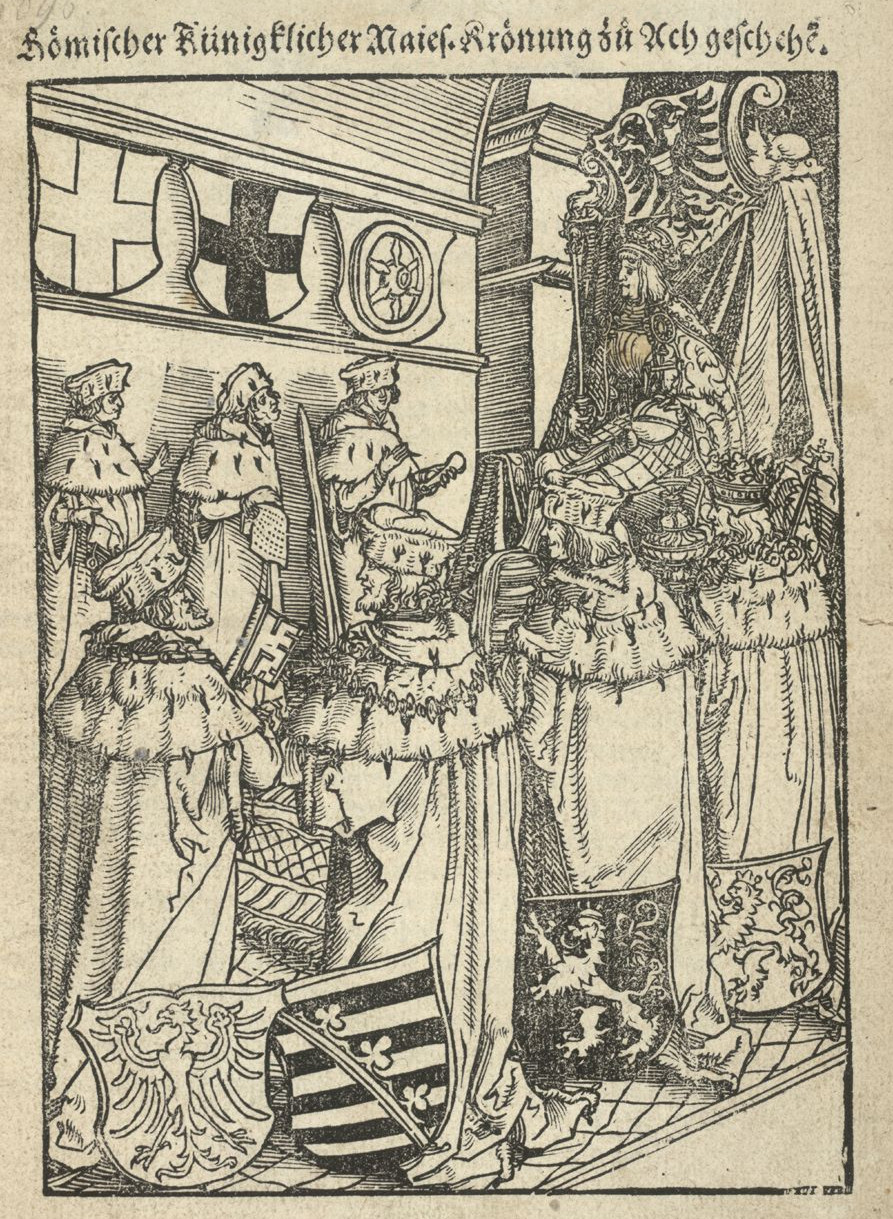
Lễ đăng quang của Carlos tại Aachen (Aix-la-Chapelle trong tiếng Pháp)

Vào ngày 23 tháng 10 năm 1520, Karl của Bourgogne đã được Tổng giám mục xứ Köln Hermann von Wied đặt vương miện tại Nhà thờ chính toà Aachen và sau đó đã tự xưng là: "Vua của người La Mã, Hoàng đế La Mã được chọn, semper Augustus". Vào ngày 26 tháng 10 năm 1520, Giáo hoàng Lêô X đã chấp thuận quyền sử dụng danh hiệu này và kể từ đó, Karl chính thức mang danh hiệu:
Ta, Karl đệ Ngũ, Hoàng đế La Mã được chọn bởi ân điển của Đức Chúa Trời, semper Augustus (Mãi là Augustus), vua của Đức, vua của toàn Tây Ban Nha, của Castila, Aragon, León, hai Sicilia, Jerusalem, Hungari, Dalmatia, Croatia, Navarra, Granada, Toledo, Valencia, Galicia, Mallorca, Sevilla, Sardegna, Córdoba, Corse, Murcia, Jaén, Algarve, Algeciras, Gibraltar, của quàn đảo Canaria, của các quần đảo và đất liền của Ấn Độ (tức Châu Mỹ), của Đại dương &c. Vua, Đại vương công Áo, Công tước Bourgogne, của Lothringen, của Brabant, của Steyr, của Kärnten, của Krain, của Limburg, của Luxemburg, của Geldern, của Calabria, của Athen, của Neopatria và của Württemberg &c. Bá tước của Habsburg, của Flandern, của Tirol, của Görz, của Barcelona, của Artois und của Burgund &c. Bá tước của Hennegau, của Holland, của Seeland, của Pfirt, của Kyburg, của Namur, của Roussillon, của Cerdagne und củatphen &c. Lãnh chúa xứ Elsass, Bá tước của Burgau, của Oristan, của Goziani và của Thánh chế La Mã, Thân vương xứ Schwaben, của Katalonien, của Asturiea &c. Chúa đất của Friesland của Windischen Mark, của Pordenone, của Biscaya, của Monia, của Salins, của Tripolis và của Mecheln &c.
Phương châm của Karl là Plus Ultra (tiếng Latinh có nghĩa là "Mở rộng hơn nữa")
Karl V, người cai trị một đế quốc mà "mặt trời không bao giờ lặn", giờ đây phải mắc nợ ngập đầu dòng họ Fugger. Năm 1521, khoản nợ của ông với Jakob Fugger là vào khoảng 600.000 florin. Vị hoàng đế đã trả 415.000 florin bằng cách bồi thường gia tộc Fugger công nghiệp khai thác bạc và mạ đồng ở Tirol. Tại Quốc hội năm 1523 tại Nürnberg, khi mà các đẳng cấp Đế quốc bàn luận về việc hạn chế vốn thương mại và số lượng phân điểm của các phường hội, Jakob Fugger có nhắc nhở hoàng đế về những sự giúp đỡ của mình trong cuộc chạy đua tới ngai vị hoàng đế rằng "Cũng nên cân nhắc lại rằng Thánh thượng Bệ hạ nếu không có sự nhúng tay của thần sẽ không thể nhận được vương miện La Mã,..." Với yêu cầu phải nhận được các khoản tiền còn nợ ngay lập tức, Jakob đã khiến Karl V phải từ bỏ ý định hạn chế độc quyền tư bản. Vào năm 1525, Jakob Fugger nhận được quyền thuê các mỏ thủy ngân và chu sa ở Almadén, Castilla trong ba năm. Cho đến năm 1645, gia tộc Fugger vẫn còn nắm thành phần trong ngành khai thác mỏ ở Tây Ban Nha.

### Lãnh thổ ở hải ngoại

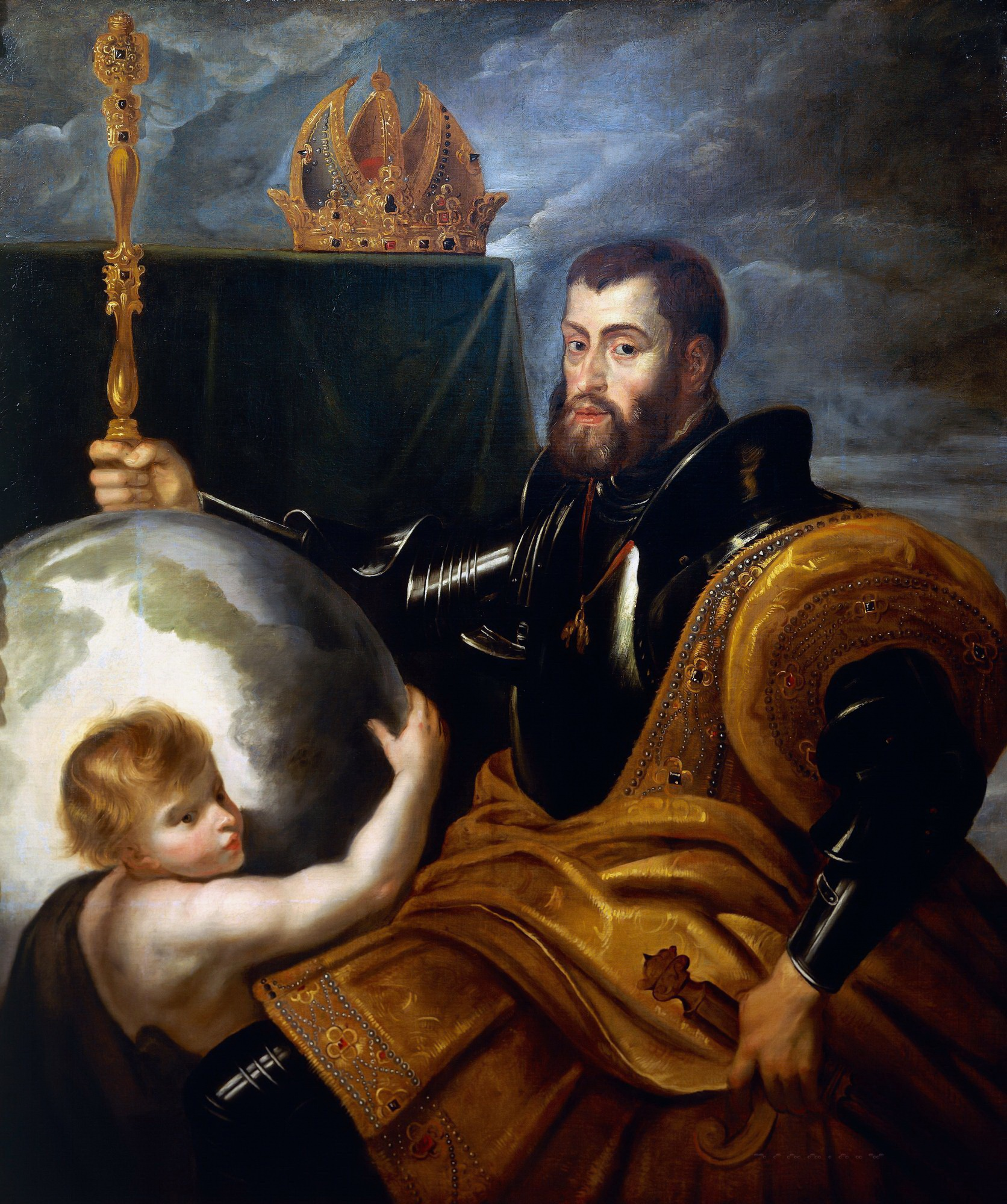
„Phúng dụ Hoàng đế Karl V là Bá chủ thế giới" (Tranh của Peter Paul Rubens, năm 1604). Câu nói: „Mặt trời không bao giờ lặn trên đế quốc của ta" là đế chỉ Karl V.

Để có thể chi trả cho nền chính trị mở rộng cũng như cho quân đội và hải quân vốn đặc biệt tăng mạnh kể từ những năm 1530, Karl V không chỉ phụ thuộc vào các nguồn thu ở Tây Ban Nha. Vào giữa triều đại của mình, Karl V đã thu được khoản thu hơn 1 triệu đồng đuca hàng năm từ Tây Ban Nha. Bộ trưởng bộ Nội vụ Tây Ban Nha Francisco de los Cobos y Molina đã xây nên một bộ máy quan liêu có hiệu quả, tăng thêm thu nhập quốc gia. Tuy nhiên, dần dần, số tiền này cũng sẽ không đủ để chi trả cho các khoản chi tiêu. Các cuộc vận chuyển vàng bạc của các Conquistador từ Châu Mỹ dần dần chiếm được vị thế quan trọng hơn. Sau khi mỏ bạc Potosí được mở cửa, trong khoảng thời gian từ năm 1541-1560, hơn 480 tấn bạc và 67 tấn vàng đã cập bến Tây Ban Nha. 1 phần 5 khoản thu từ châu Mỹ đi vào túi hoàng gia, do vậy mà các chiến dịch của Karl V khó đã có thể được thực hiện nếu không có số vàng được chuyển bởi Hernán Cortés từ Tân Tây Ban Nha và Francisco Pizarro từ Peru. Ở Tây Ban Nha, việc quản lý và khai thác các thuộc địa mới đã được bắt đầu. Vào năm 1525, Sevilla đã trở thành cảng độc quyền thương mại từ châu Mỹ. Hội đồng Ấn Độ (Consejo de Indias), hội đồng cai trị các thuộc địa, cũng được đóng tại đây. Vào năm 1535, phó vương quốc Tân Tây Ban Nha và phó vương quốc Peru đã được thành lập. Số kim loại quý khai thác được được dùng làm nền tảng cho trái phiếu chính phủ. Dù có những khoản thu khổng lồ này, nhưng số tiền vẫn không đủ để chi trả cho những chính sách của Karl V. Vì thế, nhiều thuộc địa phải cầm cố cho các chủ nợ. Cũng vì thế mà khu vực thuộc Venezuela ngày nay được bàn giao cho dòng họ Welser khai thác từ năm 1527 đến năm 1547. Về mặt tổng thể, chính sách cho nợ đã khiến nợ công Tây Ban Nha gia tăng đáng kể.
Ngay cả khi những cuộc chinh phục không được chỉ huy trực tiếp từ trung ương, Karl V đã khuyến khích chính sách bành trướng, và chính ông là một trong những người đầu tư cho chuyến đi vòng quanh thế giới của Magellan. Cùng với những lãnh thổ mới chiếm ở Châu Mỹ cũng như với vùng đất Philippines được đặt theo trên tên con trai ông (thực tế thì Philippines mới trở thành lãnh thổ chính thức sau khi ông mất) ở Thái Bình Dương, Karl V cai trị một đế quốc mà do chính ông gọi là "Đế quốc mặt trời không bao giờ lặn". Với việc những người ngoại đạo bị ép cải sang Công giáo, vị hoàng đế này luôn coi những cuộc chinh phục của mình là một điều mà một người như ông cần phải làm. Với sự can thiệp của giáo sĩ Bartolomé de Las Casas, Karl V còn cố gắng bãi bỏ chế độ nô lệ thông qua một vài sắc lệnh. Trong những năm 1540, ông đã hạ lệnh giải phóng tất cả những người da đỏ. Tuy nhiên, những cố gắng này đều bị những sự kiện tại thuộc địa và nhu cầu vàng của Karl biến mất vào hư vô.

### Reichstagtại Worms năm 1521
Tình hình tại Đức trở nên khá phức tạp vào thời điểm Karl V lên nắm quyền. Trong tầng lớp nông dân và tầng lớp dân cư hạ lưu nghèo sinh sống trong thành thị đã bắt đầu xảy ra tình trạng náo động. Đặc biệt là Phong trào Kháng cách do Martin Luther khởi xướng đã dần dần giành được nhiều sự ủng hộ. Về vấn đề Luther, ban đầu Karl V đã nghe theo các cố vấn của mình xử lý vấn để theo Chủ nghĩa nhân văn. Vào tháng 11 năm 1520, ông tuyên bố mở một hội đồng trọng tài xét xử về điều này. Luther đã bị Giáo hoàng bị khai trừ khỏi giáo hội năm 1521. Trong trường hợp này, việc thi hành thường lệ của Reichsacht đã không xảy ra do Luther được Tuyển hầu tước Friedrich III của Sachsen đứng sau lưng bảo vệ. Friedrich III yêu cầu xử vụ việc dựa trên cơ sở pháp lý mà không cần quan tâm đến Pháp đình tôn giáo Rôma. Điều này đã đặt ra câu hỏi về mối quan hệ hiện tại giữa Đế quốc La Mã Thần thánh và Giáo hội Công giáo Rôma. Reichstag thực sự là một nơi thích hợp để làm rõ mọi chuyện. Karl đã chấp nhận thỏa hiệp và cho mời Luther đến Worms để xác định lập trường của mình trước hoàng đế và nghị viện. Giữa hoàng đế và Giáo hoàng Lêô X, con bài Luther được sử dụng cho mục đích chính trị. Karl V sử dụng nó để gây áp lực, với mục đích tiếp cận Giáo triều Rôma.
Cuộc họp quốc hội lần đầu tiên trong triều đại của Karl V diễn ra tại Worms vào năm 1521. Trọng điểm chính của cuộc họp lần này chính là những câu hỏi về những Cải cách quốc gia (Reichsreform) và cách đối mặt với phong trào Kháng cách do Martin Luther khởi xướng. Về mặt hiến pháp, giữa hoàng đế và các tầng lớp đã xãy ra tranh cãi về việc ai sẽ là người nắm quyền. Câu hỏi này vốn dưới thời Maximilian I vẫn chưa đưa ra được lời giải. Và các tầng lớp lại một lần nữa yêu cầu có thể tác động vào triều chính bằng cách đưa một Hội đồng Cai trị vào hoạt động. Karl cũng đã chấp thuận điều này trong bản thoả ước bầu cử. Tuy nhiên, Karl đã nhấn mạnh rằng Hội đồng Cai trị chỉ hoạt động khi hoàng đế vắng mặt. Theo bản Regimentsordnung được thảo vào ngày 26 tháng 5 năm 1521, thì những điều ông muốn tiếp tục được áp dụng. Ngoài ra, việc em trai ông là Ferdinand trở thành Thống đốc và Người Chủ trì Hội đồng Cai trị đã giúp giữ vững những ảnh hưởng của hoàng đế ngay cả khi ông vắng mặt. Nhưng cuối cùng, quyết định này chỉ là một sự thỏa hiệp giữa nguyên lý tầng lớp và quân chủ. Tuy nhiên, cũng vì thế mà Hoàng đế cùng các tầng lớp thống trị không bao giờ có thể đồng lòng. Những câu hỏi khác cũng được đem ra bàn bạc trong Quốc hội lần này là về Reichskammergericht và trật tự Landfriede. Nếu nhìn nhận về một Reichskammergericht đã bị khủng hoảng, thì một thỏa hiệp giữa hoàng đế và tầng lớp cai trị là có thể đạt được. Điều này góp phần vào việc giúp triều đình giành được uy tín và tầm quan trọng. Ngay cả đối với Landfriede, việc thi hành các bản án của tòa đã được giao phó cho các Reichkreis.
Cuộc họp quốc hội tại Worms còn được biết đến về việc Martin Luther được triệu tập để xác định lập trường của mình trước hoàng đế và nghị viện. Ông được hoàng đế cam kết bảo vệ an toàn trong thời gian này. Tại đây, Johannes Eck, trong tư cách là phát ngôn nhân của hoàng đế, đối diện Luther với câu hỏi: "Ông có đồng ý bác bỏ các cuốn sách của ông cùng những điều lầm lạc được chép ở trong?". Câu trả lời của Luther là: "Trừ khi được thuyết phục bởi Thánh Kinh và lý trí – tôi không công nhận thẩm quyền của các giáo hoàng và các công đồng vì họ tự mâu thuẫn với nhau – lương tâm của tôi chỉ thuận phục Lời của Thiên Chúa, bởi vì chống lại lương tâm thì không đúng và cũng không an toàn". Martin Luther đã trả lời rằng: "Tôi đứng đây; tôi không thể làm gì khác. Nguyện Thiên Chúa phù hộ tôi. Amen!" Trong năm ngày kế tiếp, các phiên họp kín được triệu tập để quyết định số phận của Luther. Ngày 25 tháng 5 năm 1521, Hoàng đế trình bày bản thảo Chiếu chỉ Worms tuyên bố Luther bị đặt ngoài vòng pháp luật, cấm các tác phẩm của ông và yêu cầu bắt giữ ông, "Ta muốn bắt giữ và trừng phạt hắn như là một tên dị giáo xấu xa." Chiếu chỉ kể là tội phạm bất cứ ai chứa chấp hoặc cấp dưỡng cho Luther và cho phép mọi người giết Luther mà không phải chịu trách nhiệm trước pháp luật.

## Tranh bá châu Âu

### Chiến tranh cho tới Hiệp ước Madrid
Để thực thi tham vọng trở thành người chỉ đạo của châu Âu, đế quốc của Karl cần phải trở nên hùng mạnh hơn các nước khác. Sự phồn vinh của Ý đã đóng một vai trò quan trọng ở đây, bởi vì ai có thể gây được những ảnh hưởng đáng kế tại khu vực này, thì việc trở thành bá chủ châu Âu là điều có thể. Ngoài ra, Karl muốn lấy lại những phần đất của Công quốc Bourgogne đã rơi vào tay Pháp năm 1477 về cho nhà Habsburg, vì những tổ tiên người Bourgogne của ông đều được chôn cất tại Dijon, vốn nay đã bị cắt cho Pháp. Một trong những ước mong ước được ghi lại trong di chúc năm 1522 nhấn mạnh tầm quan trọng của ao ước được chôn bên cạnh tổ tiên của mình trong nhà thờ Carthusian ở Dijon. Với những tham vọng này, ông đã tỏ rõ ý muốn sửa lại thỏa hiệp về việc phân chia di sản Bourgogne từ năm 1477. Karl cũng muốn chấm dứt quyền phong kiến của Pháp ở Flanders và Artois và cũng muốn biến các vùng Provence và Languedoc trở thành một chư hầu của Đế quốc.
Vua Pháp François I vốn cũng là một con người tham vọng, nên không có lý gì lại phải chấp nhận những yêu cầu này của Karl. Ông cũng có tuyên bố lãnh thổ ở Ý: sau khi giành chiến thắng trước quân Thụy Sĩ năm 1515, phần lớn vùng Thượng Ý, đặc biệt là Milano đã rơi vào tay Pháp, ngoài ra ông cũng đòi vương quốc Naples và các phần của vương quốc Navarre đã rơi vào tay Tây Ban Nha vào năm 1512.
Ngay từ năm 1520, Karl V đã đồng thuận cùng dượng là vua Anh Henry VIII lên kế hoạch đánh Pháp. Một năm sau, ông còn kêu gọi Giáo hoàng tham gia Liên minh chống Pháp. Trong bối cảnh đó, chiến tranh đã bắt đầu. Vào lúc đầu, vua Navarre Henri d'Albret đang sống lưu vong ở Pháp, đã tiến quân vào Navarre thuộc Tây Ban Nha, nhưng phải rút quân sau vài tuần. Chiến sự cũng đã xảy ra tại khu vực biên giới Pháp-Hà Lan. Nửa sau của năm 1520, cuộc đụng độ trực tiếp giữa Karl V và François I đã diễn ra ở vùng Champagne ở miền bắc nước Pháp và vùng Thượng Ý. Tháng 11 năm 1520, Henry VIII cũng chính thức tham chiến với tư cách là đồng minh của Hoàng đế. Vào lúc ban đầu, quân đội La Mã Thần thánh khá thành công và đã giành được nhiều thắng lợi, đến tháng 5 năm 1522, vùng Bắc Ý đã năm trong tay họ. Gia tộc Sforza nhận lại Milano với tư cách là chư hầu của Hoàng đế. Công tước Charles III de Bourbon-Montpensier đã từ bỏ vua Pháp. Tuy nhiên, ý đồ muốn cai trị một lãnh thổ độc lập, thoát khỏi sự kiềm chế của Vương miện Pháp đã thất bại. Charles III vì thế mà phải sống lưu vong trong triều đình La Mã Thần thánh. Điềm xấu mà trở nên càng ngày càng rõ rệt đó là việc Giáo hoàng và phía Venezia đang dần dần chuyển sang ủng hộ Pháp, và ở Ý đã dấy nên một phong trào chống đối Hoàng đế.
Về phía mình, người Pháp đã bắt đầu giành được những thắng lợi đầu tiên. Cuộc xâm lược Pháp của Anh cũng như cuộc tấn công Provence của La Mã Thần thánh vào năm 1524 đều bị đẩy lùi. Đổi lại, người Pháp đã chiếm được Milano, bao vây Pavia và do đó đã gần như kiểm soát gần như toàn bộ vùng Thượng Ý. Vào ngày 24 tháng 2 năm 1525, quân đội Karl V đã đánh bại quân Pháp một cách quyết định trong trận Pavia và bắt sống François I.
François I bị áp giải đến triều đình của Karl V ở Madrid. Karl V đã tranh cãi cùng các cố vấn của ông về việc làm thế nào để đối phó với vua bị bắt. Gattinara có lẽ đã muốn giết ông. Ông này cũng đã có ý nghĩ muốn huỷ diệt hoàn toàn nước Pháp. Tuy nhiên, Karl V đã đồng thuận với những đề xuất ký một hiệp ước hòa bình vừa phải. Hiệp ước hòa bình được ký tại Madrid năm 1526, Pháp đã từ bỏ tuyên bố chủ quyền của mình ở miền Bắc nước Ý. Pháp cũng đã phải từ bỏ quyền phong kiến ở Flanders và Artois, và bị buộc phải khôi phục Công quốc Bourgogne. Về phần hoàng đế, các điều khoản của hiệp ước hòa bình được ông coi như là một hành động hoà giải. Ông còn hứa gả em gái Eleonore của mình với vua Pháp. Karl hy vọng có thể thuyết phục François I tham gia cuộc đấu chống lại người Ottoman và những người Tin Lành Lutheran. Tuy nhiên, người Pháp lại không coi hiệp ước hoà bình này là một hiệp ước vừa phải, thay vào đó, họ cảm thấy như bị kẻ địch khuất phục.

### Chiến tranh Liên minh Cognac
Sau khi được thả, François I đã phá bỏ hiệp ước vì khi bị bắt, ông đã bị ép phải chấp thuận. Mặt khác, ông đã thành công trong việc thành lập một liên minh chống Karl, đó là Liên minh Thần thánh Cognac. Liên minh này bao gồm Giáo hoàng, Venezia, Firenze và cuối cùng là Milano. Công quốc Bayern cũng thuộc về phe đối lập chống lại Habsburg. Chiến tranh nổ ra và tình hình trở nên nguy hiểm hơn với Karl khi người Thổ lăm le các vùng đất cốt lõi của dòng họ Habsburg ở Áo vào năm 1526.
Điều đã thay đổi lại cán cân quyền lực ở châu Âu là cuộc bành trướng của Đế quốc Ottoman. Những cuộc tấn công, xâm lược của quân đội Ottoman dọc theo bờ biển Địa Trung Hải và ở khu vực Balkan hướng về phía Viên đã đe doa lãnh thổ của dòng họ Habsburg và nền hoà bình ở Âu châu. Năm 1521, người Thổ chiếm được thành Beograd. Năm 1526, người Thổ đánh bại quân đội Hungari trong trận Mohács, khiến vua Lajos II tử trận. Cũng nhờ đó mà Ferdinand có được quyền thừa kế Böhmen và Hungari. Để tranh giành Hungari, nhà Habsburg đã phải giao tranh với người Thổ. Quân Thổ đã vây hãm thành Viên năm 1529 với một đội quân lên tới 120.000 người. Karl V vì đang phải lo đại sự ở Ý nên không thể tương cứu em trai. Ferdinand chỉ có thể kiểm soát được một phần nhỏ của Hungari.
Cuộc chiến với Pháp ngày càng vắt kiệt Quốc khố. Lực lượng Landsknecht ở vùng Thượng Ý trở nên không hài lòng. Thủ lĩnh của họ là Georg von Frundsberg bị tai biến mạch máu não khi đang cố gắn ngăn chặn cuộc binh biến của binh sĩ của mình. Đội quân tiến đến Rôma, thành phố bị họ gọi là "Con điếm Babylon". Viên chỉ huy của đội quân, Charles de Bourbon, mất lúc công phá thành Rôma vào ngày 5 tháng 5 năm 1527. Mất tướng, đội quân Hoàng gia cướp phá thành phố, sử gọi là "Sacco di Roma". Đây thực sự là một đòn đau đối với thành Rôma, phải mất nhiều thời gian nó mới khôi phục lại được. Giáo hoàng Clêmentê VII phải lui về Lâu đài Thiên Thần cố thủ, nhưng cũng phải đầu hàng vào đầu tháng 6 năm 1527. Và một lần nữa, một đối thủ của hoàng đế lại nằm trong tay ông và Karl lại tiếp tục tự đối xử với đối thủ một cách nhẹ nhàng. Dù Karl không phải là người đứng sau vụ cướp này, nhưng sự kiện này lại được xem như là bằng chứng cho mối đe doạ dành cho Chế độ Giáo hoàng bởi Hoàng đế và cho chính sách bạo lực của hoàng đế ở Ý. Bởi vậy mà liên minh chống liên minh chống Karl ở Ý lại càng mạnh và đế quốc La Mã Thần thánh ngày càng bị uy hiếp. Vận may đã đến với Karl V khi đô đốc Andrea Doria gia nhập phe của Hoàng đế cùng Hạm đội Genova, sau khi nền độc lập của Genova được bảo đảm. Như vậy, nguồn cung ứng lương thực của quân Pháp và Đồng minh ở Ý đã bị cắt đứt và liên quân chống Karl đã phải hứng chịu một thất bại quân sự. Vua François I lại một lần nữa phải cầu hoà với Karl.
Hòa ước Cambrai được ký kết tại Pháp năm 1529, đã khẳng định việc Pháp sẽ từ bỏ lãnh thổ Ý. Việc từ bỏ tuyên bố chủ quyền phong kiến của Pháp ở Flanders và Artois cũng được khẳng định. Về phần mình, hoàng đế đã từ bỏ yêu cầu trả lại công quốc Bourgogne. Với hoà bình đạt được, sự thống trị ở Ý của Karl và những người kế nhiệm ông đã được đảm bảo cho đến cuối thế kỷ 16. Tại hoà ước Barcelona, Charles đã ban cho Đức Giáo hoàng điều kiện hòa bình thuận lợi và thiết lập một liên minh phòng vệ với nhau. Tuy nhiên, Karl đã không thể thành công trong việc vận động một hội đồng để cải cách Giáo hội. Sự hoà giải với Đức Giáo hoàng đã giúp Karl được trao vương miện sắt của người Lombard từ tay của Đức Giáo hoàng Clêmentê VII vào ngày 22 tháng 2 năm 1530 và ông đã đăng quang ngai vị Hoàng đế La Mã vào ngày 24 tháng 2 năm 1530 tại Vương cung thánh đường San Petronio ở Bologna. Karl V là vị hoàng đế La Mã-Đức cuối cùng được đăng quang bởi Giáo hoàng.

### Chiến tranh với Pháp và Đế quốc Ottoman
Hoà bình không kéo dài lâu. Vào năm 1532, một cuộc viễn chinh mới chống lại Đế quốc Ottoman đã được phát động. Karl V đích thân tham gia chiến dịch này, nhưng cũng không thể dành một thắng lợi quyết định. Karl đã về Tây Ban Nha để bắt đầu một cuộc "Thập tự chinh" chống lại người Thổ. Ông giao phó cuộc chiến trên lục địa lại cho em trai Ferdinand.

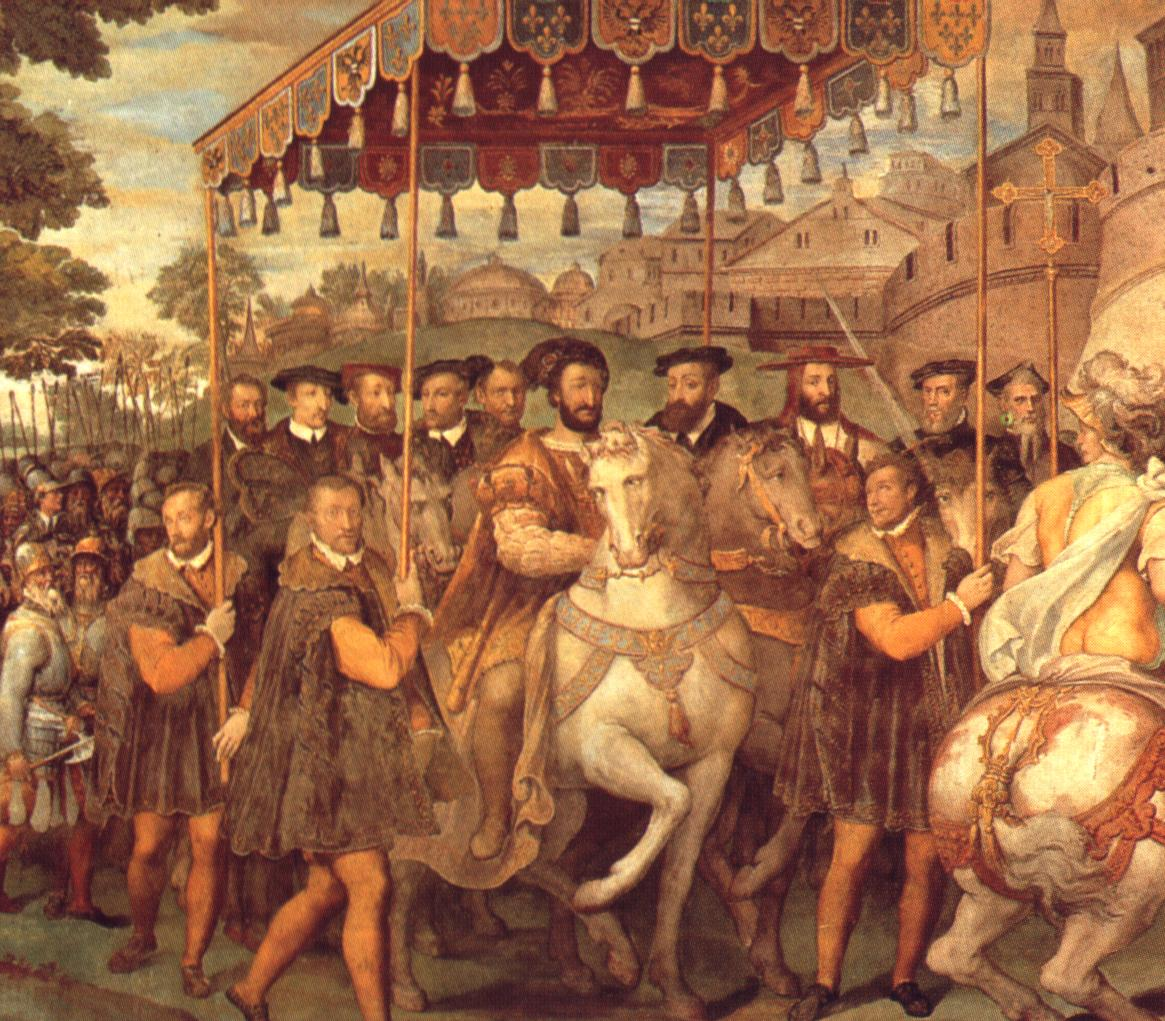
Lễ nghi trang trọng của Charles V và Francis I năm 1540 tại Paris

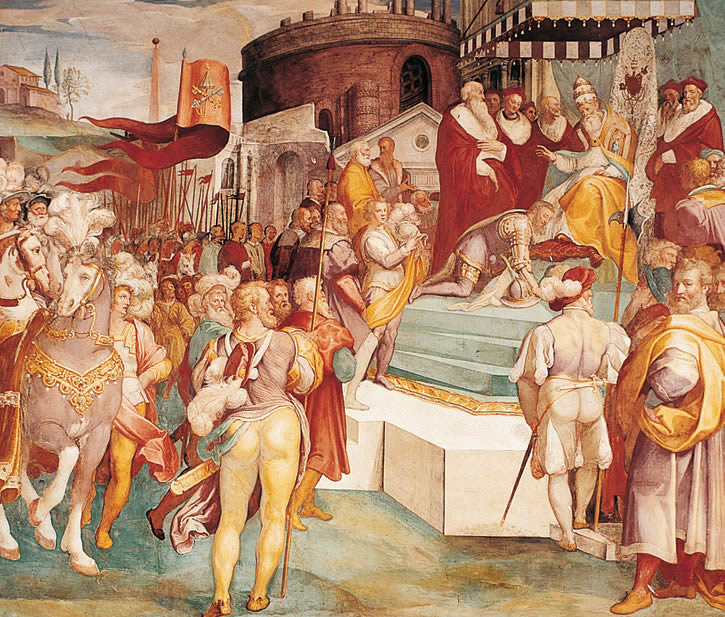
Karl V thông báo Giáo hoàng về chiến thắng ở Tunis 1535

Mối quan hệ với Giáo hoàng Clement VII, người càng ngày càng trở nên thân Pháp, trở nên tồi tệ hơn. Vua Anh Henry VIII cũng bắt đầu quay lưng với dòng họ Habsburg. Tuy vậy, François I đã không thành công trong việc thiết lập liên minh chống lại Karl với giáo dân Tin Lành Đức. Người Pháp, mặt khác đã liên minh với những người Berber và người Ottoman từ năm 1534. Về mặt mình, Karl cũng không có đủ khả năng làm suy yếu liên minh Ottoman-Pháp. Tuy vậy, người Pháp cũng không thể sửa lại kết quả của hòa ước của Cambrai. Ngược lại, sau khi dòng họ Sforza tuyệt tự, Karl đã thành công trong việc biến Milano trở lại thành một nước chư hầu và giao nó cho con trai ông là Felipe. Karll đã thu về một thắng lợi quan trọng trong năm 1535 bằng việc chinh phục thành Tunis trong chiến dịch Tunis. Đây là lần đầu tiên mà đích thân Hoàng đế tham gia vào một trận chiến. Chiến thắng đã làm tăng uy tín của ông ở châu Âu. Từ Tunis, ông viếng thăm vương quốc Napoli, bao gồm Nhà thờ San Lorenzo di Padula, và di chuyển từ đó đến Rôma. Sự xuất hiện của ông ở đó được xem như là một lễ khải hoàn. Tuy vậy, binh lực của người Berber vẫn không hề bị phá vỡ. François I chiếm được thành Torino. Karl V đã có một bài phát biểu dài tại Vatican vào Thứ Hai Phục Sinh, cáo buộc nhà vua Pháp đã phá vỡ hòa bình và kêu gọi Giáo hoàng làm trọng tài. Tuy bài diễn văn này được hình thành như một chiến dịch tuyên truyền trước công chúng Ý, nó vẫn không thể thuyết phục được Giáo hoàng. Theo kế của Andrea Doria, Karl đã quyết định phát động một cuộc phản công theo hướng Marseille. Tuy nhiên, cuộc tấn công vào thành phố đã thất bại và quân đội hoàng gia đã phải quay lại Lombardia. Vào lúc này, sự hợp tác giữa Pháp với người Thổ đã thúc đẩy Giáo hoàng xích lại gần Karl hơn. Năm 1538, một liên minh chống Thổ đã được thành lập giữa Karl, em trai Ferdinand của ông, Venezia và Giáo hoàng. Cũng trong năm đó, Giáo hoàng Phaolô III đã đứng ra giàn xếp Hoà ước Nice kéo dài 10 năm giữa Karl V và François I, qua đó khẳng định tình trạng Status quo ở Ý. Sau cuộc gặp giữa Karl và François I, dương như một sự hoà giải đã có thể xảy ra.

### Chiến tranh chống Pháp đến hoà ước Crépy
Từ năm 1540, Karl và François I đã bắt đầu chuẩn bị cho cuộc đụng độ tiếp theo bằng con đường ngoại giao. Tình hình càng trở nên căng thẳng hơn khi một sứ giả người Pháp gửi đến Istanbul bị binh sĩ Tây Ban Nha sát hại trên đường trở về nhà. Cho dù Karl tuyên bố vô tội, nhưng ông ta không phải là không có liên quan. Thay vì giúp đỡ em trai của mình trên mặt trận Hungari, Karl đã ra lệnh gửi một hạm đội tới Algiers vào năm 1541. Tuy nhiên, cuộc viễn chinh đã thất bại, khi nhiều chiến hạm bị bão đánh chìm. François I, người vẫn còn liên minh với Đế quốc Ottoman, tuyên chiến chiến với Karl V năm 1543. Karl V lần này chỉ ở thế thủ và vì vậy đã dành hàng loạt thắng lợi trước các cuộc tấn công của người Pháp (xem thêm: Cuộc vây hãm Nice (1543)). Một liên minh ít quan trọng của Pháp là với Đan Mạch và Thuỵ Điển. Karl liên minh với Henry VIII năm 1543. Thay vì tìm kiếm quyết định ở Địa Trung Hải, Karl đã tập trung sự chú ý của mình vào Trung Âu. Với sự thất bại của công tước Wilhelm von Kleve, François đánh mất đồng minh cuối cùng bên trong Đế quốc La Mã Thần thánh. Năm 1544, hoàng đế và Reichsstände đã đồng thuận trong việc chống lại Pháp. Sau đó, Karl đã tiến binh vào lãnh thổ của Pháp. Tuy nhiên, bước tiến của quân đội Hoàng gia đã bị chiến thuật đối nghịch và các pháo đài của người Pháp chặn đứng. Vua Anh Henry VIII chủ yếu tập trung vào cuộc bao vây Boulogne-sur-Mer. Quân đội bắt đầu tan rã vì thiếu lương trả cho họ. Vì thế mà một cuộc tấn công vào Paris đã không thể xảy ra. Tuy nhiên, François I lại một lần nữa cầu hoà, kết quả là hoà ước Crépy được ký kết năm 1544. François I cam kết từ bỏ ý định liên minh với vương hầu Tin lành trong đế quốc La Mã Thần thánh và cam kết sẽ gửi người đại diện đến bất kỳ hội nghị nào diễn ra trên lãnh thổ của đế quốc.

## Con cái
Carlos và Isabel có tổng cộng 6 người con, tuy nhiên, chỉ có ba người sống đến tuổi trưởng thành:
| Tên                               | Chân dung | Thời gian sống                             | Ghi chú                                                                                  |
| --------------------------------- | --------- | ------------------------------------------ | ---------------------------------------------------------------------------------------- |
| Felipe II của Tây Ban Nha         |           | 21 tháng 5 năm 1527 – 13 tháng 9 năm 1598  | Là đứa con trai duy nhất còn sống của Karl, nối nghiệp cha kế vị vương miện Tây Ban Nha. |
| María, Hoàng hậu La Mã Thần thánh |           | 21 tháng 6 năm 1528 – 26 tháng 2 năm 1603  | Kết hôn với em họ là Maximilian II của Thánh chế La Mã.                                  |
| Ferdinand                         |           | 22 tháng 11 năm 1529 – 13 tháng 7 năm 1530 | Mất lúc nhỏ.                                                                             |
| Juana, Thái tử phi Bồ Đào Nha     |           | 26 tháng 6 năm 1535 – 7 tháng 7 năm 1573   | Kết hôn với em họ là João Manuel, Hoàng tử Bồ Đào Nha.                                   |
| Juan                              |           | 19 tháng 10 năm 1537 – 20 tháng 3 năm 1538 | Mất lúc nhỏ.                                                                             |
| Con trai khuyết danh              |           | 21 tháng 4 năm 1539                        | Mất lúc sinh.                                                                            |

Do Felipe II là cháu ngoại của Manuel I của Bồ Đào Nha thông qua mẹ ông nên ông nằm trong danh sách một trong những có thể kế tục ngai vàng Bồ Đào Nha. Ông đã tuyên bố điều này sau cái chết của cậu là Henrique, Vua Hồng Y trong năm 1580 và qua đó đó thành lập nên Liên minh Iberia.
Karl còn có 4 đứa con ngoài giá thú:
- Margherita của Áo (1522 – 1586), con gái của Johanna Maria van der Gheynst, là một người hầu của Charles I de Lalaing, Seigneur de Montigny và là con gái của Gilles Johann van der Gheynst và vợ Johanna van der Caye van Cocamby. Ban đầu kết hôn với Alessandro de' Medici, Công tước Firenze và lần hai với Ottavio Farnese, Công tước Parma.
- Joanna của Áo (1522 – 1530), con gái của 1 phụ nữ quyền quý từ Nassau.
- Tadea của Áo (1523? – kh. 1562), con gái của Orsolina della Penna. Về sau kết hôn với Sinibaldo di Copeschi.
- Don Juan de Austria (1547 – 1578), con trai của Barbara Blomberg, người chiến thắng trong trận Lepanto

Nhiều sử gia cũng cho rằng, ông còn là cha của Isabel de Castilla, con riêng của Germaine de Foix, vợ sau của Ferrando II của Aragon, ông ngoại của Karl.

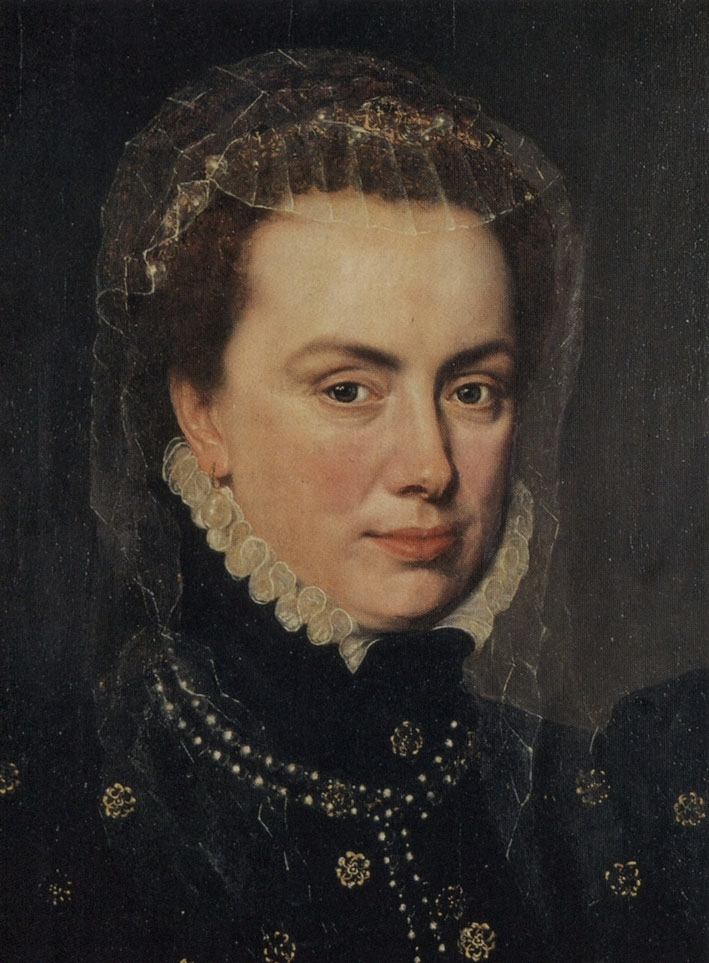
Margherita của Parma
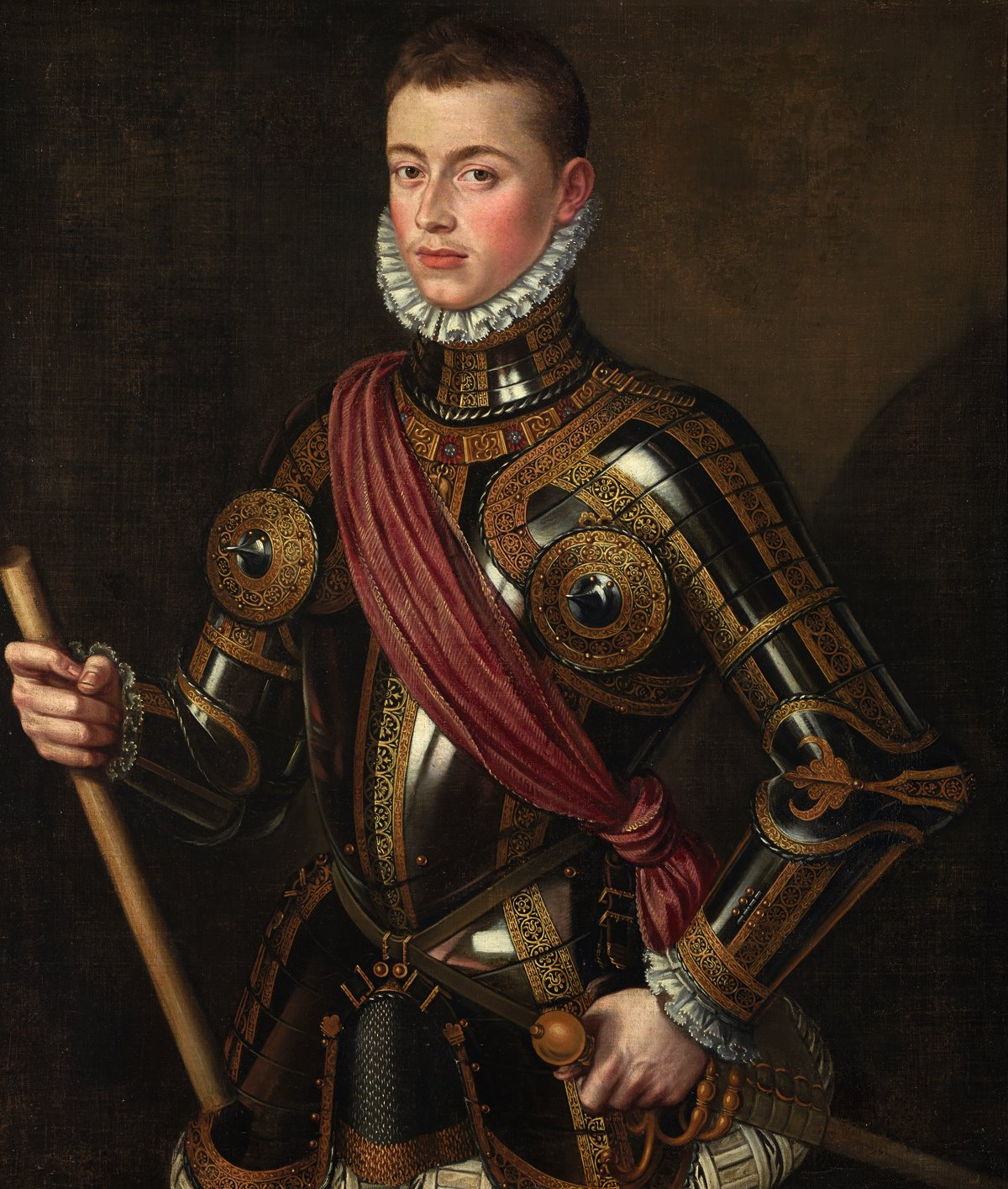
Juan của Áo

## Phả hệ
| \| \| \| \| \| \| \| \| \| \| \| \| \| \| \| \| \| \| \| \| 16. Ernst I của Áo \| \| \| \| \| \| \| \| \| \| \| \| \| \| \| \| \| \| \| \| \| \| \| \| \| \| \| \| \| \| \| \| \| \| \| \| \| \| \| \| \| \| \| \| \| \| \| \| \| \| \| \| \| \| 8. Friedrich III của Thánh chế La Mã \| \| \| \| \| \| \| \| \| \| \| \| \| \| \| \| \| \| \| \| \| \| \| \| \| \| \| \| \| \| \| \| \| \| \| \| \| \| \| \| \| \| \| \| \| \| \| \| \| \| \| \| \| \| 17. Cymbarka xứ Mazowiecka \| \| \| \| \| \| \| \| \| \| \| \| \| \| \| \| \| \| \| \| \| \| \| \| \| \| \| \| \| \| \| \| \| \| \| \| \| \| \| \| \| \| \| \| \| \| \| \| \| \| \| \| \| \| 4. Maximilian I của Thánh chế La Mã \| \| \| \| \| \| \| \| \| \| \| \| \| \| \| \| \| \| \| \| \| \| \| \| \| \| \| \| \| \| \| \| \| \| \| \| \| \| \| \| \| \| \| \| \| \| \| \| \| \| \| \| \| \| 18. Duarte I của Bồ Đào Nha \| \| \| \| \| \| \| \| \| \| \| \| \| \| \| \| \| \| \| \| \| \| \| \| \| \| \| \| \| \| \| \| \| \| \| \| \| \| \| \| \| \| \| \| \| \| \| \| \| \| \| \| \| \| 9. Leonor của Bồ Đào Nha \| \| \| \| \| \| \| \| \| \| \| \| \| \| \| \| \| \| \| \| \| \| \| \| \| \| \| \| \| \| \| \| \| \| \| \| \| \| \| \| \| \| \| \| \| \| \| \| \| \| \| \| \| \| 19. Leonor xứ Aragón \| \| \| \| \| \| \| \| \| \| \| \| \| \| \| \| \| \| \| \| \| \| \| \| \| \| \| \| \| \| \| \| \| \| \| \| \| \| \| \| \| \| \| \| \| \| \| \| \| \| \| \| \| \| 2. Philipp Đẹp trai \| \| \| \| \| \| \| \| \| \| \| \| \| \| \| \| \| \| \| \| \| \| \| \| \| \| \| \| \| \| \| \| \| \| \| \| \| \| \| \| \| \| \| \| \| \| \| \| \| \| \| \| \| \| 20. Philippe III của Bourgogne \| \| \| \| \| \| \| \| \| \| \| \| \| \| \| \| \| \| \| \| \| \| \| \| \| \| \| \| \| \| \| \| \| \| \| \| \| \| \| \| \| \| \| \| \| \| \| \| \| \| \| \| \| \| 10. Charles I của Bourgogne \| \| \| \| \| \| \| \| \| \| \| \| \| \| \| \| \| \| \| \| \| \| \| \| \| \| \| \| \| \| \| \| \| \| \| \| \| \| \| \| \| \| \| \| \| \| \| \| \| \| \| \| \| \| 21. Isabel của Bồ Đào Nha (≠ 15) \| \| \| \| \| \| \| \| \| \| \| \| \| \| \| \| \| \| \| \| \| \| \| \| \| \| \| \| \| \| \| \| \| \| \| \| \| \| \| \| \| \| \| \| \| \| \| \| \| \| \| \| \| \| 5. Marie I xứ Bourgogne \| \| \| \| \| \| \| \| \| \| \| \| \| \| \| \| \| \| \| \| \| \| \| \| \| \| \| \| \| \| \| \| \| \| \| \| \| \| \| \| \| \| \| \| \| \| \| \| \| \| \| \| \| \| 22. Charles I của Bourbon \| \| \| \| \| \| \| \| \| \| \| \| \| \| \| \| \| \| \| \| \| \| \| \| \| \| \| \| \| \| \| \| \| \| \| \| \| \| \| \| \| \| \| \| \| \| \| \| \| \| \| \| \| \| 11. Isabelle xứ Bourbon \| \| \| \| \| \| \| \| \| \| \| \| \| \| \| \| \| \| \| \| \| \| \| \| \| \| \| \| \| \| \| \| \| \| \| \| \| \| \| \| \| \| \| \| \| \| \| \| \| \| \| \| \| \| 23. Agnès xứ Bourgogne, Công tước phu nhân xứ Bourbon \| \| \| \| \| \| \| \| \| \| \| \| \| \| \| \| \| \| \| \| \| \| \| \| \| \| \| \| \| \| \| \| \| \| \| \| \| \| \| \| \| \| \| \| \| \| \| \| \| \| \| \| \| \| 1. Carlos I của Tây Ban Nha \| \| \| \| \| \| \| \| \| \| \| \| \| \| \| \| \| \| \| \| \| \| \| \| \| \| \| \| \| \| \| \| \| \| \| \| \| \| \| \| \| \| \| \| \| \| \| \| \| \| \| \| \| \| 24. Ferrando I của Aragón \| \| \| \| \| \| \| \| \| \| \| \| \| \| \| \| \| \| \| \| \| \| \| \| \| \| \| \| \| \| \| \| \| \| \| \| \| \| \| \| \| \| \| \| \| \| \| \| \| \| \| \| \| \| 12. Chuan II của Aragón \| \| \| \| \| \| \| \| \| \| \| \| \| \| \| \| \| \| \| \| \| \| \| \| \| \| \| \| \| \| \| \| \| \| \| \| \| \| \| \| \| \| \| \| \| \| \| \| \| \| \| \| \| \| 25. Leonor xứ Alburquerque \| \| \| \| \| \| \| \| \| \| \| \| \| \| \| \| \| \| \| \| \| \| \| \| \| \| \| \| \| \| \| \| \| \| \| \| \| \| \| \| \| \| \| \| \| \| \| \| \| \| \| \| \| \| 6. Ferrando II của Aragón \| \| \| \| \| \| \| \| \| \| \| \| \| \| \| \| \| \| \| \| \| \| \| \| \| \| \| \| \| \| \| \| \| \| \| \| \| \| \| \| \| \| \| \| \| \| \| \| \| \| \| \| \| \| 26. Fadrique Enríquez de Mendoza \| \| \| \| \| \| \| \| \| \| \| \| \| \| \| \| \| \| \| \| \| \| \| \| \| \| \| \| \| \| \| \| \| \| \| \| \| \| \| \| \| \| \| \| \| \| \| \| \| \| \| \| \| \| 13. Juana Enríquez \| \| \| \| \| \| \| \| \| \| \| \| \| \| \| \| \| \| \| \| \| \| \| \| \| \| \| \| \| \| \| \| \| \| \| \| \| \| \| \| \| \| \| \| \| \| \| \| \| \| \| \| \| \| 27. Mariana Fernández de Córdoba y Ayala \| \| \| \| \| \| \| \| \| \| \| \| \| \| \| \| \| \| \| \| \| \| \| \| \| \| \| \| \| \| \| \| \| \| \| \| \| \| \| \| \| \| \| \| \| \| \| \| \| \| \| \| \| \| 3. Juana I của Castilla và Aragón \| \| \| \| \| \| \| \| \| \| \| \| \| \| \| \| \| \| \| \| \| \| \| \| \| \| \| \| \| \| \| \| \| \| \| \| \| \| \| \| \| \| \| \| \| \| \| \| \| \| \| \| \| \| 28. Enrique III của Castilla \| \| \| \| \| \| \| \| \| \| \| \| \| \| \| \| \| \| \| \| \| \| \| \| \| \| \| \| \| \| \| \| \| \| \| \| \| \| \| \| \| \| \| \| \| \| \| \| \| \| \| \| \| \| 14. Juan II của Castilla \| \| \| \| \| \| \| \| \| \| \| \| \| \| \| \| \| \| \| \| \| \| \| \| \| \| \| \| \| \| \| \| \| \| \| \| \| \| \| \| \| \| \| \| \| \| \| \| \| \| \| \| \| \| 29. Catherine nhà Lancaster \| \| \| \| \| \| \| \| \| \| \| \| \| \| \| \| \| \| \| \| \| \| \| \| \| \| \| \| \| \| \| \| \| \| \| \| \| \| \| \| \| \| \| \| \| \| \| \| \| \| \| \| \| \| 7. Isabel I của Castilla \| \| \| \| \| \| \| \| \| \| \| \| \| \| \| \| \| \| \| \| \| \| \| \| \| \| \| \| \| \| \| \| \| \| \| \| \| \| \| \| \| \| \| \| \| \| \| \| \| \| \| \| \| \| 30. João, Lãnh chúa Reguengos de Monsaraz \| \| \| \| \| \| \| \| \| \| \| \| \| \| \| \| \| \| \| \| \| \| \| \| \| \| \| \| \| \| \| \| \| \| \| \| \| \| \| \| \| \| \| \| \| \| \| \| \| \| \| \| \| \| 15. Isabel của Bồ Đào Nha (≠ 21) \| \| \| \| \| \| \| \| \| \| \| \| \| \| \| \| \| \| \| \| \| \| \| \| \| \| \| \| \| \| \| \| \| \| \| \| \| \| \| \| \| \| \| \| \| \| \| \| \| \| \| \| \| \| 31. Isabel xứ Barcelos \| \| \| \| \| \| \| \| \| \| \| \| \| \| \| \| \| \| \| \| \| \| \| \| \| \| \| \| \| \| \| \| \| \| \| \| \| \| \| \| \| \| \| \| \| \| \| \| \| \| \| \| |                                                       |  |  |  |  |  |  |  |  |  |  |  |  |  |  |  |
| |                                                       |  |  |  |  |  |  |  |  |  |  |  |  |  |  |  |
| | 16. Ernst I của Áo                                    |  |  |  |  |  |  |  |  |  |  |  |  |  |  |  |
| |                                                       |  |  |  |  |  |  |  |  |  |  |  |  |  |  |  |
| |                                                       |  |  |  |  |  |  |  |  |  |  |  |  |  |  |  |
| | 8. Friedrich III của Thánh chế La Mã                  |  |  |  |  |  |  |  |  |  |  |  |  |  |  |  |
| |                                                       |  |  |  |  |  |  |  |  |  |  |  |  |  |  |  |
| |                                                       |  |  |  |  |  |  |  |  |  |  |  |  |  |  |  |
| | 17. Cymbarka xứ Mazowiecka                            |  |  |  |  |  |  |  |  |  |  |  |  |  |  |  |
| |                                                       |  |  |  |  |  |  |  |  |  |  |  |  |  |  |  |
| |                                                       |  |  |  |  |  |  |  |  |  |  |  |  |  |  |  |
| | 4. Maximilian I của Thánh chế La Mã                   |  |  |  |  |  |  |  |  |  |  |  |  |  |  |  |
| |                                                       |  |  |  |  |  |  |  |  |  |  |  |  |  |  |  |
| |                                                       |  |  |  |  |  |  |  |  |  |  |  |  |  |  |  |
| | 18. Duarte I của Bồ Đào Nha                           |  |  |  |  |  |  |  |  |  |  |  |  |  |  |  |
| |                                                       |  |  |  |  |  |  |  |  |  |  |  |  |  |  |  |
| |                                                       |  |  |  |  |  |  |  |  |  |  |  |  |  |  |  |
| | 9. Leonor của Bồ Đào Nha                              |  |  |  |  |  |  |  |  |  |  |  |  |  |  |  |
| |                                                       |  |  |  |  |  |  |  |  |  |  |  |  |  |  |  |
| |                                                       |  |  |  |  |  |  |  |  |  |  |  |  |  |  |  |
| | 19. Leonor xứ Aragón                                  |  |  |  |  |  |  |  |  |  |  |  |  |  |  |  |
| |                                                       |  |  |  |  |  |  |  |  |  |  |  |  |  |  |  |
| |                                                       |  |  |  |  |  |  |  |  |  |  |  |  |  |  |  |
| | 2. Philipp Đẹp trai                                   |  |  |  |  |  |  |  |  |  |  |  |  |  |  |  |
| |                                                       |  |  |  |  |  |  |  |  |  |  |  |  |  |  |  |
| |                                                       |  |  |  |  |  |  |  |  |  |  |  |  |  |  |  |
| | 20. Philippe III của Bourgogne                        |  |  |  |  |  |  |  |  |  |  |  |  |  |  |  |
| |                                                       |  |  |  |  |  |  |  |  |  |  |  |  |  |  |  |
| |                                                       |  |  |  |  |  |  |  |  |  |  |  |  |  |  |  |
| | 10. Charles I của Bourgogne                           |  |  |  |  |  |  |  |  |  |  |  |  |  |  |  |
| |                                                       |  |  |  |  |  |  |  |  |  |  |  |  |  |  |  |
| |                                                       |  |  |  |  |  |  |  |  |  |  |  |  |  |  |  |
| | 21. Isabel của Bồ Đào Nha (≠ 15)                      |  |  |  |  |  |  |  |  |  |  |  |  |  |  |  |
| |                                                       |  |  |  |  |  |  |  |  |  |  |  |  |  |  |  |
| |                                                       |  |  |  |  |  |  |  |  |  |  |  |  |  |  |  |
| | 5. Marie I xứ Bourgogne                               |  |  |  |  |  |  |  |  |  |  |  |  |  |  |  |
| |                                                       |  |  |  |  |  |  |  |  |  |  |  |  |  |  |  |
| |                                                       |  |  |  |  |  |  |  |  |  |  |  |  |  |  |  |
| | 22. Charles I của Bourbon                             |  |  |  |  |  |  |  |  |  |  |  |  |  |  |  |
| |                                                       |  |  |  |  |  |  |  |  |  |  |  |  |  |  |  |
| |                                                       |  |  |  |  |  |  |  |  |  |  |  |  |  |  |  |
| | 11. Isabelle xứ Bourbon                               |  |  |  |  |  |  |  |  |  |  |  |  |  |  |  |
| |                                                       |  |  |  |  |  |  |  |  |  |  |  |  |  |  |  |
| |                                                       |  |  |  |  |  |  |  |  |  |  |  |  |  |  |  |
| | 23. Agnès xứ Bourgogne, Công tước phu nhân xứ Bourbon |  |  |  |  |  |  |  |  |  |  |  |  |  |  |  |
| |                                                       |  |  |  |  |  |  |  |  |  |  |  |  |  |  |  |
| |                                                       |  |  |  |  |  |  |  |  |  |  |  |  |  |  |  |
| | 1. Carlos I của Tây Ban Nha                           |  |  |  |  |  |  |  |  |  |  |  |  |  |  |  |
| |                                                       |  |  |  |  |  |  |  |  |  |  |  |  |  |  |  |
| |                                                       |  |  |  |  |  |  |  |  |  |  |  |  |  |  |  |
| | 24. Ferrando I của Aragón                             |  |  |  |  |  |  |  |  |  |  |  |  |  |  |  |
| |                                                       |  |  |  |  |  |  |  |  |  |  |  |  |  |  |  |
| |                                                       |  |  |  |  |  |  |  |  |  |  |  |  |  |  |  |
| | 12. Chuan II của Aragón                               |  |  |  |  |  |  |  |  |  |  |  |  |  |  |  |
| |                                                       |  |  |  |  |  |  |  |  |  |  |  |  |  |  |  |
| |                                                       |  |  |  |  |  |  |  |  |  |  |  |  |  |  |  |
| | 25. Leonor xứ Alburquerque                            |  |  |  |  |  |  |  |  |  |  |  |  |  |  |  |
| |                                                       |  |  |  |  |  |  |  |  |  |  |  |  |  |  |  |
| |                                                       |  |  |  |  |  |  |  |  |  |  |  |  |  |  |  |
| | 6. Ferrando II của Aragón                             |  |  |  |  |  |  |  |  |  |  |  |  |  |  |  |
| |                                                       |  |  |  |  |  |  |  |  |  |  |  |  |  |  |  |
| |                                                       |  |  |  |  |  |  |  |  |  |  |  |  |  |  |  |
| | 26. Fadrique Enríquez de Mendoza                      |  |  |  |  |  |  |  |  |  |  |  |  |  |  |  |
| |                                                       |  |  |  |  |  |  |  |  |  |  |  |  |  |  |  |
| |                                                       |  |  |  |  |  |  |  |  |  |  |  |  |  |  |  |
| | 13. Juana Enríquez                                    |  |  |  |  |  |  |  |  |  |  |  |  |  |  |  |
| |                                                       |  |  |  |  |  |  |  |  |  |  |  |  |  |  |  |
| |                                                       |  |  |  |  |  |  |  |  |  |  |  |  |  |  |  |
| | 27. Mariana Fernández de Córdoba y Ayala              |  |  |  |  |  |  |  |  |  |  |  |  |  |  |  |
| |                                                       |  |  |  |  |  |  |  |  |  |  |  |  |  |  |  |
| |                                                       |  |  |  |  |  |  |  |  |  |  |  |  |  |  |  |
| | 3. Juana I của Castilla và Aragón                     |  |  |  |  |  |  |  |  |  |  |  |  |  |  |  |
| |                                                       |  |  |  |  |  |  |  |  |  |  |  |  |  |  |  |
| |                                                       |  |  |  |  |  |  |  |  |  |  |  |  |  |  |  |
| | 28. Enrique III của Castilla                          |  |  |  |  |  |  |  |  |  |  |  |  |  |  |  |
| |                                                       |  |  |  |  |  |  |  |  |  |  |  |  |  |  |  |
| |                                                       |  |  |  |  |  |  |  |  |  |  |  |  |  |  |  |
| | 14. Juan II của Castilla                              |  |  |  |  |  |  |  |  |  |  |  |  |  |  |  |
| |                                                       |  |  |  |  |  |  |  |  |  |  |  |  |  |  |  |
| |                                                       |  |  |  |  |  |  |  |  |  |  |  |  |  |  |  |
| | 29. Catherine nhà Lancaster                           |  |  |  |  |  |  |  |  |  |  |  |  |  |  |  |
| |                                                       |  |  |  |  |  |  |  |  |  |  |  |  |  |  |  |
| |                                                       |  |  |  |  |  |  |  |  |  |  |  |  |  |  |  |
| | 7. Isabel I của Castilla                              |  |  |  |  |  |  |  |  |  |  |  |  |  |  |  |
| |                                                       |  |  |  |  |  |  |  |  |  |  |  |  |  |  |  |
| |                                                       |  |  |  |  |  |  |  |  |  |  |  |  |  |  |  |
| | 30. João, Lãnh chúa Reguengos de Monsaraz             |  |  |  |  |  |  |  |  |  |  |  |  |  |  |  |
| |                                                       |  |  |  |  |  |  |  |  |  |  |  |  |  |  |  |
| |                                                       |  |  |  |  |  |  |  |  |  |  |  |  |  |  |  |
| | 15. Isabel của Bồ Đào Nha (≠ 21)                      |  |  |  |  |  |  |  |  |  |  |  |  |  |  |  |
| |                                                       |  |  |  |  |  |  |  |  |  |  |  |  |  |  |  |
| |                                                       |  |  |  |  |  |  |  |  |  |  |  |  |  |  |  |
| | 31. Isabel xứ Barcelos                                |  |  |  |  |  |  |  |  |  |  |  |  |  |  |  |
| |                                                       |  |  |  |  |  |  |  |  |  |  |  |  |  |  |  |
| |                                                       |  |  |  |  |  |  |  |  |  |  |  |  |  |  |  |